# Billboardlistans förstaplaceringar 1971
Billboardlistans förstaplaceringar 1971

## Lista
| Datum        | Låt                                                                  | Artist                             |
| 2 januari    | "My Sweet Lord" / "Isn't It a Pity"                                  | George Harrison                    |
| 9 januari    | "My Sweet Lord" / "Isn't It a Pity"                                  | George Harrison                    |
| 16 januari   | "My Sweet Lord" / "Isn't It a Pity"                                  | George Harrison                    |
| 23 januari   | "Knock Three Times"                                                  | Dawn                               |
| 31 januari   | "Knock Three Times"                                                  | Dawn                               |
| 6 februari   | "Knock Three Times"                                                  | Dawn                               |
| 13 februari  | "One Bad Apple"                                                      | The Osmonds                        |
| 20 februari  | "One Bad Apple"                                                      | The Osmonds                        |
| 27 februari  | "One Bad Apple"                                                      | The Osmonds                        |
| 6 mars       | "One Bad Apple"                                                      | The Osmonds                        |
| 13 mars      | "One Bad Apple"                                                      | The Osmonds                        |
| 20 mars      | "Me and Bobby McGee"                                                 | Janis Joplin                       |
| 27 mars      | "Me and Bobby McGee"                                                 | Janis Joplin                       |
| 3 april      | "Just My Imagination (Running Away with Me)"                         | The Temptations                    |
| 10 april     | "Just My Imagination (Running Away with Me)"                         | The Temptations                    |
| 17 april     | "Joy to the World"                                                   | Three Dog Night                    |
| 24 april     | "Joy to the World"                                                   | Three Dog Night                    |
| 1 maj        | "Joy to the World"                                                   | Three Dog Night                    |
| 8 maj        | "Joy to the World"                                                   | Three Dog Night                    |
| 15 maj       | "Joy to the World"                                                   | Three Dog Night                    |
| 22 maj       | "Joy to the World"                                                   | Three Dog Night                    |
| 29 maj       | "Brown Sugar"                                                        | The Rolling Stones                 |
| 5 juni       | "Brown Sugar"                                                        | The Rolling Stones                 |
| 12 juni      | "Want Ads"                                                           | The Honey Cone                     |
| 19 juni      | "It's Too Late" / "I Feel the Earth Move"                            | Carole King                        |
| 26 juni      | "It's Too Late" / "I Feel the Earth Move"                            | Carole King                        |
| 3 juli       | "It's Too Late" / "I Feel the Earth Move"                            | Carole King                        |
| 10 juli      | "It's Too Late" / "I Feel the Earth Move"                            | Carole King                        |
| 17 juli      | "It's Too Late" / "I Feel the Earth Move"                            | Carole King                        |
| 24 juli      | "Indian Reservation (The Lament of the Cherokee Reservation Indian)" | The Raiders                        |
| 31 juli      | "You've Got a Friend"                                                | James Taylor                       |
| 7 augusti    | "How Can You Mend a Broken Heart"                                    | Bee Gees                           |
| 14 augusti   | "How Can You Mend a Broken Heart"                                    | Bee Gees                           |
| 21 augusti   | "How Can You Mend a Broken Heart"                                    | Bee Gees                           |
| 28 augusti   | "How Can You Mend a Broken Heart"                                    | Bee Gees                           |
| 4 september  | "Uncle Albert/Admiral Halsey"                                        | Paul McCartney och Linda McCartney |
| 11 september | "Go Away Little Girl"                                                | Donny Osmond                       |
| 18 september | "Go Away Little Girl"                                                | Donny Osmond                       |
| 25 september | "Go Away Little Girl"                                                | Donny Osmond                       |
| 2 oktober    | "Maggie May" / "Reason to Believe"                                   | Rod Stewart                        |
| 9 oktober    | "Maggie May" / "Reason to Believe"                                   | Rod Stewart                        |
| 16 oktober   | "Maggie May" / "Reason to Believe"                                   | Rod Stewart                        |
| 23 oktober   | "Maggie May" / "Reason to Believe"                                   | Rod Stewart                        |
| 30 oktober   | "Maggie May" / "Reason to Believe"                                   | Rod Stewart                        |
| 6 november   | "Gypsys, Tramps & Thieves"                                           | Cher                               |
| 13 november  | "Gypsys, Tramps & Thieves"                                           | Cher                               |
| 20 november  | "Theme from Shaft"                                                   | Isaac Hayes                        |
| 27 november  | "Theme from Shaft"                                                   | Isaac Hayes                        |
| 4 december   | "Family Affair"                                                      | Sly & the Family Stone             |
| 11 december  | "Family Affair"                                                      | Sly & the Family Stone             |
| 18 december  | "Family Affair"                                                      | Sly & the Family Stone             |
| 25 december  | "Brand New Key"                                                      | Melanie                            |